# Gröna
Gröna este o comună din landul Saxonia-Anhalt, Germania.